# Schismatoglottis ulusarikeiensis
Schismatoglottis ulusarikeiensis är en kallaväxtart som beskrevs av S.Y.Wong. Schismatoglottis ulusarikeiensis ingår i släktet Schismatoglottis och familjen kallaväxter. Inga underarter finns listade.